# Chevrolatella tripunctata
Chevrolatella tripunctata is een keversoort uit de familie boktorren (Cerambycidae). De wetenschappelijke naam van de soort is voor het eerst geldig gepubliceerd in 1969 door Zajciw.